# Laceyville (Pensilvania)
Laceyville es un borough ubicado en el condado de Wyoming en el estado estadounidense de Pensilvania. En el año 2000 tenía una población de 396 habitantes y una densidad poblacional de 726.1 personas por km².

## Geografía
Laceyville se encuentra ubicado en las coordenadas 41°38′43″N 76°09′38″O / 41.64528, -76.16056.

## Demografía
Según la Oficina del Censo en 2000 los ingresos medios por hogar en la localidad eran de $29,375 y los ingresos medios por familia eran $37,917. Los hombres tenían unos ingresos medios de $30,000 frente a los $20,000 para las mujeres. La renta per cápita para la localidad era de $14,185. Alrededor del 12.5% de la población estaba por debajo del umbral de pobreza.